# Lygophis paucidens
Espèce
Synonymes
- Liophis paucidens (Hoge, 1953)

Lygophis paucidens  est une espèce de serpents de la famille des Dipsadidae.

## Répartition
Cette espèce se rencontre :
- au Paraguay ;
- au Brésil dans les États de Goiás, du Mato Grosso, du Piauí, du Pernambouc, du Paraíba et dans le District fédéral.

## Publication originale
- Hoge, 1953 "1952" : Notes on Lygophis Fitzinger, revalidation of two subspecies Memorias do Instituto Butantan, vol. 24, p. 245-268.